# 戸隠神社 (高岡市)
戸隠神社（とがくしじんじゃ）は、富山県高岡市戸出石代299番地にある神社である。

## 概要
- 1889年（明治22年）干ばつのため稲田に壊滅的被害が出ていた。そこで石代、西部金屋、吉住（以上北般若村）、中条（南般若村）、上麻生、麻生、下代（以上、中田町）の農民は当時水神様として崇められていた長野県戸隠神社から分霊を頂きこの地に祀り、雨乞いを行うこととした。
- 字が廃止される以前の地名は、字大窪島1番地ノ1である。